# Landtagswahlkreis Mecklenburgische Seenplatte IV
Der Landtagswahlkreis Mecklenburgische Seenplatte IV (bis 2015: Mecklenburg-Strelitz I) ist ein Landtagswahlkreis in Mecklenburg-Vorpommern. Er umfasst vom Landkreis Mecklenburgische Seenplatte die Stadt Neustrelitz, die Gemeinde Feldberger Seenlandschaft sowie die Ämter Mecklenburgische Kleinseenplatte und Neustrelitz-Land.

## Wahl 2021
Bei der Landtagswahl in Mecklenburg-Vorpommern 2021 gab es in diesem Wahlkreis folgendes Ergebnis:
| Partei               | Direktkandidat   | Erststimmen      | Zweitstimmen     |
| -------------------- | ---------------- | ---------------- | ---------------- |
| SPD                  | Andreas Butzki   | 37,5 %           | 41,4 %           |
| AfD                  | Horst Förster    | 18,4 %           | 17,5 %           |
| CDU                  | Andrea Apmann    | 14,8 %           | 12,4 %           |
| DIE LINKE            | Martin Henze     | 12,0 %           | 10,1 %           |
| GRÜNE                | Friederike Fiß   | 6,5 %            | 5,6 %            |
| FDP                  | Christoph Stitz  | 5,7 %            | 5,1 %            |
| NPD                  | -                | –                | 0,5 %            |
| Tierschutzpartei     | –                | –                | 1,2 %            |
| Freier Horizont      | –                | –                | 0,3 %            |
| DIE PARTEI           | –                | –                | 0,7 %            |
| FREIE WÄHLER         | Thomas Pfitzner  | 2,7 %            | 1,4 %            |
| PIRATEN              | –                | –                | 0,2 %            |
| DKP                  | –                | –                | 0,0 %            |
| Bündnis C            | –                | –                | 0,0 %            |
| TIERSCHUTZ hier!     | –                | –                | 0,4 %            |
| dieBasis             | Johanna Otte     | 2,4 %            | 2,2 %            |
| DiB                  | –                | –                | 0,1 %            |
| FPA                  | Martin Ebert     | 0,7 %            | 0,0 %            |
| LKR                  | –                | –                | 0,0 %            |
| ÖDP                  | –                | –                | 0,1 %            |
| Die Humanisten       | –                | –                | 0,1 %            |
| Gesundheitsforschung | –                | –                | 0,2 %            |
| Team Todenhöfer      | –                | –                | 0,1 %            |
| UNABHÄNGIGE          | –                | –                | 0,2 %            |
| Wahlberechtigte      | 33.364 Einwohner | 33.364 Einwohner | 33.364 Einwohner |
| Wahlbeteiligung      | 68,4 %           | 68,4 %           | 68,4 %           |

## Wahl 2016
Bei der Landtagswahl in Mecklenburg-Vorpommern 2016 kam es zu folgende Ergebnissen
| Partei           | Direktkandidaten | Erststimmen      | Zweitstimmen     |
| ---------------- | ---------------- | ---------------- | ---------------- |
| SPD              | Andreas Butzki   | 28,6 %           | 28,1 %           |
| CDU              | Vincent Kokert   | 26,4 %           | 22,6 %           |
| DIE LINKE        | Thomas Kowarik   | 15,0 %           | 14,2 %           |
| GRÜNE            | Ute Köpke        | 4,3 %            | 2,5 %            |
| NPD              | –                | –                | 2,7 %            |
| FDP              | Steffen Rißmann  | 3,3 %            | 2,5 %            |
| PIRATEN          | –                | –                | 0,4 %            |
| FAMILIE          | –                | –                | 0,7 %            |
| FREIE WÄHLER     | –                | –                | 0,2 %            |
| Die PARTEI       | –                | –                | 0,3 %            |
| Die Achtsamen    | –                | –                | 0,1 %            |
| ALFA             | –                | –                | 0,3 %            |
| AfD              | Frank Kortmann   | 22,4 %           | 21,6 %           |
| Bündnis C        | –                | –                | 0,0 %            |
| DKP              | –                | –                | 0,1 %            |
| Freier Horizont  | –                | –                | 0,6 %            |
| Tierschutzpartei | –                | –                | 1,1 %            |
| Wahlberechtigte  | 34.264 Einwohner | 34.264 Einwohner | 34.264 Einwohner |
| Wahlbeteiligung  | 61,2 %           | 61,2 %           | 61,2 %           |

## Wahl 2011
Bei der Landtagswahl in Mecklenburg-Vorpommern 2011 kam es zu folgenden Ergebnissen:
| Partei          | Direktkandidat   | Erststimmen     | Zweitstimmen    |
| --------------- | ---------------- | --------------- | --------------- |
| SPD             | Andreas Butzki   | 33,2 %          | 36,1 %          |
| CDU             | Vincent Kokert   | 27,4 %          | 25,6 %          |
| DIE LINKE       | Torsten Koplin   | 19,8 %          | 18,0 %          |
| GRÜNE           | Antje Roth       | 7,0 %           | 7,2 %           |
| NPD             | Marko Zimmermann | 5,4 %           | 5,7 %           |
| FDP             | Karlo Schmettau  | 5,2 %           | 2,5 %           |
| PIRATEN         |                  |                 | 1,8 %           |
| FREIE WÄHLER    | Sabine Bank      | 2,1 %           | 1,3 %           |
| FAMILIE         |                  |                 | 1,0 %           |
| Die PARTEI      |                  |                 | 0,2 %           |
| APD             |                  |                 | 0,1 %           |
| AB              |                  |                 | 0,1 %           |
| ödp             |                  |                 | 0,1 %           |
| PBC             |                  |                 | 0,1 %           |
| AUF             |                  |                 | 0,1 %           |
| REP             |                  |                 | 0,1 %           |
| Wahlberechtigte | 35507 Einwohner  | 35507 Einwohner | 35507 Einwohner |
| Wahlbeteiligung | 53,2 %           | 53,2 %          | 53,2 %          |

## Wahl 2006
Bei der Landtagswahl in Mecklenburg-Vorpommern 2006 gab es folgende Ergebnisse:
| Partei          | Direktkandidat       | Erststimmen     | Zweitstimmen    |
| --------------- | -------------------- | --------------- | --------------- |
| SPD             | Klaus-Michael Körner | 32,3 %          | 30,4 %          |
| CDU             | Vincent Kokert       | 31,6 %          | 29,1 %          |
| PDS             | Torsten Koplin       | 18,1 %          | 18,3 %          |
| FDP             | Karlo Schmettau      | 7,5 %           | 8,1 %           |
| NPD             | David Petereit       | 7,2 %           | 7,4 %           |
| GRÜNE           | Hendrik Fulda        | 3,4 %           | 3,4 %           |
| FAMILIE         |                      |                 | 0,9 %           |
| GRAUE           |                      |                 | 0,7 %           |
| WASG            |                      |                 | 0,6 %           |
| Bündnis für M-V |                      |                 | 0,3 %           |
| Deutschland     |                      |                 | 0,3 %           |
| AGFG            |                      |                 | 0,2 %           |
| PBC             |                      |                 | 0,1 %           |
| AB              |                      |                 | 0,1 %           |
| APD             |                      |                 | 0,1 %           |
| Offensive D     |                      |                 | 0,0 %           |
| Wahlberechtigte | 37270 Einwohner      | 37270 Einwohner | 37270 Einwohner |
| Wahlbeteiligung | 59,1 %               | 59,1 %          | 59,1 %          |

## Wahl 2002
Bei der Landtagswahl in Mecklenburg-Vorpommern 2002 gab es folgende Ergebnisse:
| Partei          | Direktkandidat       | Erststimmen     | Zweitstimmen    |
| --------------- | -------------------- | --------------- | --------------- |
| SPD             | Klaus-Michael Körner | 41,9 %          | 41,0 %          |
| CDU             | Vincent Kokert       | 31,5 %          | 30,4 %          |
| PDS             | Barbara Borchardt    | 17,0 %          | 17,2 %          |
| FDP             | Karlo Schmettau      | 5,8 %           | 4,9 %           |
| GRÜNE           | Helge Kramer         | 2,1 %           | 2,5 %           |
| Schill          | Helmuth Vanhauer     | 1,7 %           | 1,7 %           |
| NPD             |                      |                 | 0,7 %           |
| SPASSPARTEI     |                      |                 | 0,5 %           |
| REP             |                      |                 | 0,4 %           |
| GRAUE           |                      |                 | 0,2 %           |
| Bürgerpartei MV |                      |                 | 0,2 %           |
| V.P.M.V.        |                      |                 | 0,1 %           |
| PBC             |                      |                 | 0,1 %           |
| SLP             |                      |                 | 0,0 %           |
| Wahlberechtigte | 41284 Einwohner      | 41284 Einwohner | 41284 Einwohner |
| Wahlbeteiligung | 70,8 %               | 70,8 %          | 70,8 %          |

## Wahl 1990
Die Aufteilung der Wahlkreise 1990 ist mit der späteren im Allgemeinen nicht deckungsgleich. Der Landtagswahlkreis Mecklenburg-Strelitz I war 1990 Teil des Wahlkreises Neustrelitz, in dem Lorenz Caffier (CDU) das Direktmandat gewann.